# Conscience (Album)
Conscience (englisch für Gewissen) ist das zweite Studioalbum und vierte insgesamt der britischen Pop-Gruppe The Beloved.

## Hintergrund
Das Album wurde am 8. Februar 1993 veröffentlicht und enthält insgesamt elf Titel. Die schon vorab am 11. Januar 1993 veröffentlichte Single Sweet Harmony war der erste Song der Gruppe, der auf Anhieb auf Platz 8 eingestiegen war und damit sofort die Top 10 der britischen Charts erreicht hatte. Es ist bis heute die höchste Position, die The Beloved mit einer Single und einem Album gleichzeitig in den britischen Charts erreichte. Zudem wurde der Song in ganz Europa und in Israel ein Top-Ten-Hit und erreichte in den USA den 23. Platz der Billboard-Charts.
Das Musikvideo zu Sweet Harmony war zunächst sehr umstritten, da Sänger Jon Marsh völlig nackt inmitten von ebenfalls vielen nackten Frauen, zwei davon sind die Models Helena Christensen und Tess Daly, vor einem nebligen, weißen Hintergrund saß. Das Video wurde aber letztendlich nicht zensiert, da keine Geschlechtsmerkmale zu sehen waren. Das Lied ist ein bis heute oft gespielter Song im Radio, wurde zeitweise auch als Ohrwurm bzw. One-Hit-Wonder bezeichnet, wurde parodiert (Die Prinzen – Alles nur geklaut) und erfreut sich bis heute einer großen Beliebtheit. Bei YouTube zählt das Video inzwischen über 45 Millionen Aufrufe (Stand: April 2025).
Weitere Songs auf dem Album sind You’ve Got Me Thinking, der Platz 23 der britischen Charts erreichte, während der Song Outerspace Girl auf Platz 38 kam. Der Song Rock to the Rhythm of Love hingegen wurde nur in den USA veröffentlicht.
Alle Songs des Albums wurden von Jon Marsh und seiner Ehefrau Helena Marsh komponiert. Die Aufnahmen zum Album fanden von März bis zum Juli 1992 in den Sarm West Studios und in den Abbey Road Studios in London statt.

## Titelliste
1. Spirit – 4:44
2. Sweet Harmony – 5:00
3. Outerspace Girl – 4:46
4. Lose Yourself in Me – 4:32
5. Paradise Found – 7:16
6. You’ve Got Me Thinking – 4:07
7. Celebrate Your Life – 5:31
8. Rock to the Rhythm of Love – 4:30
9. Let the Music Take You – 5:01
10. 1000 Years From Today – 5:17
11. Dream On – 6:22

Gesamtlänge: 57:06 Minuten

## Rezeption

### Rezensionen
Entertainment Weekly schrieb: Das Album wecke kosmische, romantische Gefühle gefüllt mit sinnlichen House-Grooves, die zum Hypnotisieren verführen.
Laut Musikexpress sei die neue Mischung aus Disco-Elementen, Electro-Pop und Jon Marsh seiner ähnlich klingenden Depeche-Mode-Stimme reichlich undefiniert. Die Songs seien zum Zuhören zu flach und zum Tanzen zu poppig.
Die Encyclopedia of Popular Music urteilte: Trotz des großen Käuferinteresse sei das Album wegen seines schlichten Pop-Charakters eher unauffällig.
AllMusic urteilte, die seichten und faden Synth-Pop und Dance-Stücke würden noch keine Konkurrenz zu den Pet Shop Boys oder Erasure darstellen.

### Charts und Chartplatzierungen
| ChartsChartplatzierungen     | Höchstplatzierung | Wochen |
| ---------------------------- | ----------------- | ------ |
| Deutschland (GfK)            | 47 (11 Wo.)       | 11     |
| Österreich (Ö3)              | 22 (6 Wo.)        | 6      |
| Vereinigtes Königreich (OCC) | 2 (12 Wo.)        | 12     |